# Le Pont-de-Montvert
Le Pont-de-Montvert era una comuna francesa situada en el departamento de Lozère, de la región de Occitania, que el 1 de enero de 2016 pasó a ser una comuna delegada de la comuna nueva de Pont-de-Montvert-Sud-Mont-Lozère al fusionarse con las comunas de Fraissinet-de-Lozère y Saint-Maurice-de-Ventalon.

## Demografía
| Gráfica de evolución demográfica de Le Pont-de-Montvert entre 1800 y 2013 |
|                                                                           |

Los datos demográficos contemplados en este gráfico de la comuna de Le Pont-de-Montvert se han cogido de 1800 a 1999 de la página francesa EHESS/Cassini, y los demás datos de la página del INSEE.